# Hernán Santana
Hernán Daniel Santana Trujillo (ur. 26 sierpnia 1990 w Las Palmas de Gran Canaria) – hiszpański piłkarz występujący na pozycji pomocnika w UD Las Palmas.